# كارلو بو
كارلو بو (بالإيطالية: Carlo Bo)‏ هو ناقد أدبي وناقد فني وسياسي إيطالي، ولد في 25 يناير 1911 في إيطاليا، وتوفي في 21 يوليو 2001 بجنوة في إيطاليا. حزبياً، نشط في الحزب الديمقراطي المسيحي الإيطالي. انتخب عضو مجلس الشيوخ مدى الحياة (18 يوليو 1984 – 21 يوليو 2001).

## وصلات خارجية
- كارلو بو على موقع ديسكوغز (الإنجليزية)